# Буассе (Канталь)
Буассе́ (фр. и окс. Boisset) — коммуна во Франции, находится в регионе Овернь. Департамент — Канталь. Входит в состав кантона Мор. Округ коммуны — Орийак.
Код INSEE коммуны — 15021.
Коммуна расположена приблизительно в 460 км к югу от Парижа, в 130 км юго-западнее Клермон-Феррана, в 22 км к юго-западу от Орийака.

## Население
Население коммуны на 2008 год составляло 619 человек.
| 1962 | 1968 | 1975 | 1982 | 1990 | 1999 | 2008 |
| ---- | ---- | ---- | ---- | ---- | ---- | ---- |
| 785  | 896  | 802  | 756  | 653  | 654  | 619  |

## Экономика
В 2007 году среди 354 человек в трудоспособном возрасте (15—64 лет) 247 были экономически активными, 107 — неактивными (показатель активности — 69,8 %, в 1999 году было 63,9 %). Из 247 активных работали 228 человек (137 мужчин и 91 женщина), безработных было 19 (8 мужчин и 11 женщин). Среди 107 неактивных 23 человека были учениками или студентами, 52 — пенсионерами, 32 были неактивными по другим причинам.

## Достопримечательности
- Замок Антрейг (XVI век). Памятник истории с 1987 года[3]
- Замок Лакарьер
- Часовня Сен-Пьер (XV век). Памятник истории с 1955 года[4]
- Монастырь Сент-Клер (1323 год)